# 洪波
洪波（1959年11月—），男，汉族，山东宁津人。中华人民共和国律师，福建省律师协会名誉会长，中国共产党党员，第十三届全国人民代表大会福建省代表。

## 生平
2018年，洪波被选为福建省出席第十三届全国人民代表大会代表。